# فریدریش آگوست وولف

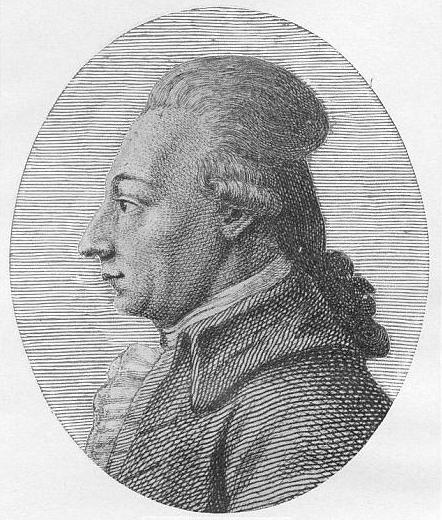
فریدریش آگوست وولف

فریدریش آگوست وولف (Friedrich August Wolf) زبان شناس و منتقد آلمانی بود وی در ۱۵ فوریه ۱۷۵۸ متولد شد و در ۸ آگوست ۱۸۲۴ از دنیا رفت.
محل تولد او هاینرود روستایی نه چندان دور از نوردهاوزن بود. پدرش معلم مدرسه و نوازنده ارگ بود. پس از تولد، خانواده اش تصمیم گرفت به نوردهاوزن نقل مکان نماید. وولف جوان را در مدرسه‌ای در همان شهر ثبت نام نمودند. وی زبان‌های لاتین و یونانی را به اندازه معلومات اساتید خود آموخت، به طوری که معلمان مدرسه دیگر چیزی در چنته برای آموختن به وی نداشتند. در کنار این دو زبان فریدریش فرانسوی، ایتالیایی، اسپانیایی و موسیقی را نیز آموخت.
در ۱۷۷۷ دو سال پس از اینکه مستقل و بدون حضور در مدرسه، به مطالعه می‌پرداخت وارد دانشگاه گوتینگن گردید. وی در این زمان ۱۸ ساله بود.